# KEIRINグランプリ2018
KEIRINグランプリ2018（ケイリングランプリにせんじゅうはち）は、2018年12月30日に静岡競輪場で行われた、KEIRINグランプリの34回目の開催。
同大会が静岡で行われるのは今回が初で、全国5場目。

## 出場選手
- 2018年11月25日に行われた第60回朝日新聞社杯競輪祭決勝戦終了後、出場選手が決定された。
- 取得賞金順位は当年11月25日時点による。
- 車番については、12月18日の「KEIRINグランプリ2018前夜祭」（グランドニッコー東京 台場）にて、出場選手が希望する車番を選択し、決められた。GI優勝数の多い順（同数の場合は選考用賞金順[1]）から、続いて残り5名のGI非優勝者が選考用賞金順で、希望車番を選択した[2]。なお、脇本雄太と新田祐大は海外でのナショナルチーム合宿に参加中で前夜祭を欠席した[3]ため、予め伺っていた希望車番から空いていた車番を当日司会のパンサー向井が公表し選択した。ただ、そのあとサプライズとして、合宿先とをリモートで繋いで二人が出演した。
- 脇本雄太と清水裕友の2名が、KEIRINグランプリ初出場。村上義弘（2年ぶり）と村上博幸（4年ぶり）が返り咲きで、他の5名が連続出場。
- 同地区（今回は近畿）の選手が4人出場するのは、KEIRINグランプリ07（北日本）以来。

| 車番   | 選手名   | 登録地 | 出場要件事項                                                                                 |
| ------ | -------- | ------ | -------------------------------------------------------------------------------------------- |
| 1      | 三谷竜生 | 奈良   | 第72回日本選手権競輪（平塚）・第69回高松宮記念杯競輪（岸和田）優勝                           |
| 2      | 浅井康太 | 三重   | 第60回朝日新聞社杯競輪祭（小倉）優勝                                                         |
| 3      | 脇本雄太 | 福井   | 第61回オールスター競輪（いわき平）・第27回寬仁親王牌・世界選手権記念トーナメント（前橋）優勝 |
| 4      | 新田祐大 | 福島   | 第33回読売新聞社杯全日本選抜競輪（四日市）優勝                                               |
| 5      | 村上博幸 | 京都   | 取得賞金額 第6位                                                                             |
| 6      | 清水裕友 | 山口   | 取得賞金額 第8位                                                                             |
| 7      | 平原康多 | 埼玉   | 取得賞金額 第4位                                                                             |
| 8      | 武田豊樹 | 茨城   | 取得賞金額 第7位                                                                             |
| 9      | 村上義弘 | 京都   | 取得賞金額 第5位                                                                             |
| 誘導員 | 萩原孝之 | 静岡   |                                                                                              |

## 成績

### 競走成績
- 12月30日（日）[6][7][8][9]

| 着 | 車番 | 選手     | 登録地 | 級 班 | 着差    | 決まり手 | 上がり (秒) | H/B | 特記     |
| -- | ---- | -------- | ------ | ----- | ------- | -------- | ----------- | --- | -------- |
| 1  | 1    | 三谷竜生 | 奈良   | SS    |         | 差し     | 11.6        |     |          |
| 2  | 2    | 浅井康太 | 三重   | SS    | 3/4車身 | 捲り     | 11.2        |     |          |
| 3  | 4    | 新田祐大 | 福島   | SS    | 1/4車輪 |          | 11.0        |     |          |
| 4  | 6    | 清水裕友 | 山口   | SS    | 3/4車身 |          | 11.6        |     |          |
| 5  | 3    | 脇本雄太 | 福井   | SS    | 3/4車身 |          | 11.9        | HB  |          |
| 6  | 8    | 武田豊樹 | 茨城   | SS    | 1車身   |          | 11.5        |     |          |
| 7  | 5    | 村上博幸 | 京都   | SS    | 1/2車身 |          | 11.7        |     |          |
| 8  | 7    | 平原康多 | 埼玉   | SS    | 大差    |          | -           |     | 落携入   |
| 落 | 9    | 村上義弘 | 京都   | SS    |         |          | -           |     | 落車棄権 |

### 配当金額
| 1=2 | 1,900円 |  |

| 1=2=4 | 3,820円 |  |

| 1-2 | 3,550円 |  |

| 1-2-4 | 21,440円 |  |

| 1=2 | 1,760円 |  |

| 1=2 | 530円 |  |
| 1=4 | 780円 |  |
| 2=4 | 610円 |  |

| 1-2 | 3,560円 |  |

### レース概要
最後に平原がハンドルに手をかけて号砲スタート。隊列は新田祐大が自ら正攻法に立ち、平原康多－武田豊樹、浅井康太、清水裕友、脇本雄太－三谷竜生－村上義弘－村上博幸と続いた。青板の4コーナーで清水が上昇して誘導員を降ろす。赤板の1センター過ぎに後方から仕掛けた近畿ライン4車に、清水、平原－武田、浅井、新田の一本棒で最終周回に入る。2コーナー手前から踏んだ清水は、村上義から、さらに3コーナー過ぎで三谷からの牽制に遭う。その後ろ、村上義のインを差し込んだ平原が後輪に接触して、2センターで両者ともに落車した。
番手絶好の三谷がグランプリ2年連続2度目の出場で、初制覇。年間獲得賞金額は競輪史上最高の2億5531万3000円となり、山田裕仁が2002年（当時のGP優勝賞金は7000万円）に記録していた2億4434万8500円を超えた。
最終バック8番手から捲った浅井が2着。9番手から直線でイエローラインを強襲した新田が3着。4コーナーまで先頭に立っていた脇本は5着に終わった。落車した平原は、前年GPの深谷知広のように懸命に時間をかけつつ完走（落携入）を果たした。

## エピソード
- 平成30年度特別競輪統一サイト「キン肉マン 超人ケイリン編」では、超人たちが集結した[19]。

- 首都圏以外の開催ではあったが、グランプリ当日の来場者は、2008年のKEIRINグランプリ08（平塚）以来10年ぶりに2万人を超えた。

- 地上波中継は「坂上忍の勝たせてあげたいTV 感動生中継!KEIRINグランプリ2018（GP）」《日本テレビ系列全国ネット》[20][21]。解説は滝澤正光、実況は筒井大輔が担当。また、初日に行われたオッズパーク杯ガールズグランプリ2018もBS日テレが中継している。司会はパンサーと岡井千聖、スタジオゲストは丸山桂里奈、解説は中野浩一、実況は筒井大輔が担当。なお、同中継は東京の日本テレビのスタジオからとなった（解説の中野のみ現地からで、レース映像はCS中継を制作した日本トーターのものを使用）。

- 表彰式は、バンク内ではなく、4コーナーにある東スタンド真下の特設ステージにてファンの前で行われた（なお、寺内大吉記念杯競輪のみバンク内で行われた）。

- GP単体の売上は、52億0674万0100円[9]（前年比102.9%）だった。

- シリーズ全体の目標額は125億円だったが、シリーズ3日間の総売上は112億8579万6000円（前年比99.0%）で、目標を大幅に下回った[22]。

### 競走データ
- ガールズグランプリの選手入場時の選手名読み上げは中田まみが、寺内大吉記念杯競輪・ヤンググランプリ・KEIRINグランプリの選手入場時の選手名読み上げは鈴木克馬が担当。

- 村上義弘が出場した、最後のKEIRINグランプリとなった。